# Pericoptus truncatus
Pericoptus truncatus là một loài bọ cánh cứng lớn bản địa của New Zealand và được tìm thấy trong các đồi cát ở phía bắc Canterbury.

## Hình ảnh

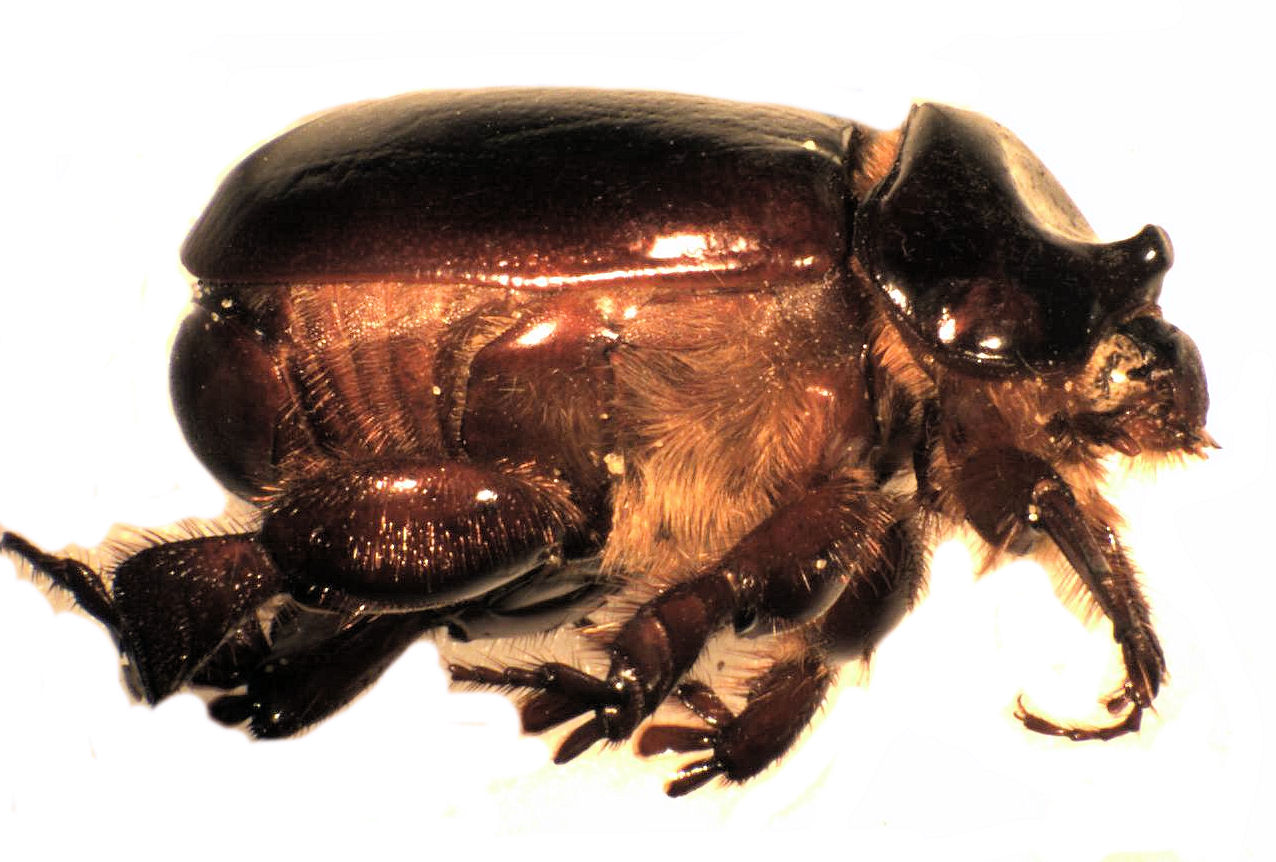